# Gene Chyzowych
Gene Chyzowych (ukr. Євген Чижович, ur. 1935 w Lutowiskach, zm. 10 maja 2014) – amerykański piłkarz pochodzenia ukraińskiego, trener piłkarski.

## Kariera piłkarska

### Kariera klubowa
Po wojnie razem z rodzicami wyjechał do USA. Jego młodszy brat Walter również był piłkarzem. Rozpoczął karierę piłkarską w klubie Philadelphia Ukrainian Nationals, który występował w American Soccer League. Potem przeszedł do kanadyjskiego klubu Montreal Ukraina, w którym zakończył karierę piłkarską.

## Kariera trenerska
Po zakończeniu kariery piłkarskiej od 1964 trenował studencką drużynę Columbia High School, z którą przez 45 lat odniósł 719 zwycięstw, 180 remisów oraz zaznał 69 porażek. 4-krotnie był mistrzem stanu New Jersey oraz zdobył 24 tytułów konferencyjnych. W 1973 prowadził narodową reprezentację USA. Również pracował z olimpijską drużyną. Potem również trenował New York Apollo i młodzieżową drużynę MetroStars U-21.

## Sukcesy i odznaczenia

### Sukcesy klubowe
- mistrz Kanady: 1957

### Odznaczenia
- wniesiony do National Soccer Hall of Fame: 2008
- najlepszy trener NSCAA Boys High School: 1986, 1990